# Krunica
Krunica, sveta krunica, rožarij ili ružarij (lat. Rosarium, engl. Rosary, njem. Rosenkranz, šp. Rosario) katolička je molitva u čast Blažene Djevice Marije i blagoslovina te naziv molitvenoga pomagala (očenaši, brojanice). Naziva se još i Gospina krunica te Krunica Blažene Djevice Marije (lat. Rosarium Virginis Mariae) kako bi je se razlikovalo od ostalih oblika te pobožnosti. Jedna je od najpoznatijih i najraširenijih katoličkih pobožnosti. Ujedno je i najcjelovitija katolička pobožnost jer u sebi sažima sve kristološke, mariološke i teološke istine katoličanstva objedinjujući ih u temeljnim kršćanskim molitvama (Vjerovanje, Oče naš, Zdravo Marijo, Slava Ocu i Zdravo Kraljice) te otajstvima. U Crkvenoj predaji, tradiciji i bogoslužju posebno su joj posvećeni mjeseci svibanj i listopad (svibanjske i listopadske pobožnosti), marijanski mjeseci.

## Podrijetlo imena
Riječ »krunica« umanjenica je riječi »kruna«, a uveo ju je mistik dominikanac Heinrich Seuse iz Konstanza. U njegovo vrijeme bio je običaj među zaljubljenima međusobno darivanje krunama – vijencima ruža. To ga je navelo na ideju da Bl. Djevici Mariji isplete vijenac od 150 ruža i tako je nastao dvostruki naziv krunica i ružarij (lat. rosarium). Krunica je i naziv za »brojanicu«, kojom se broje zdravomarije, a koje se u nekim hrvatskim predjelima nazivaju »očenaši«. Ovisno o molitveniku, razdoblju i mjestu molitve ili izdavanja, ponegdje se razlikuje redoslijed riječi u zazivima, no sadržaj tj. događaji iz života Svete Obitelji koji se spominju u zazivima jednaki su. Sintaktička osobitost molitve krunice u hrvatskomu jeziku jest dolazak glagola na posljednje mjesto u zazivu (pr. „koji je od mrtvih uskrsnuo”).

## Opis molitve
Sastoji se od niza molitvi Zdravo Marijo. Na početku svakih deset Zdravo Marija umetnut je Oče naš, koji molitvu dijeli na desetice, nakon kojih se izgovara Slava Ocu. Krunica ima pet desetica (desetki).
Sastoji se od 20 Otajstava (Mysteria) koja su podijeljena na četiri jednaka dijela tj. četiri tematska kruga koji obuhvaćaju Isusov život i tako se na temelju biblijskih tekstova razmišlja o radosnim, svjetlosnim, žalosnim i slavnim otajstvima. Prigodom dvadeset i pete obljetnice svojeg pontifikata 2002. godine papa Ivan Pavao II. uveo je četvrto otajstvo pod nazivom otajstvo svjetla.
Može se moliti i kao zagovorna molitva, na određenu nakanu ili za određenu osobu.

### Molitveni načini
Postoje tri načina molitve krunice. Svim molitvenim načinima na zajednički su početni Znak Križa, prikazba molitve krunice, Apostolsko vjerovanje, molitva Očenaša, triju Zdravomarija (sa zazivima: »koji neka nam umnoži vjeru«, »koji neka nam učvrsti ufanje«, »koji neka nam usavrši ljubav«), Slava Ocu te Fatimske molitve („O, moj Isuse...!”), kojom se zaključuje svaka izmoljena desetica. Nakon njih slijedi jedan od triju načina molitve otajstava:
1. prvi način: nakon svake Zdravomarije nadodaje se zaziv prema otajstvu koje se moli (pr. „Koga si, Djevice, po Duhu Svetom začela”);
2. drugi (Rimski) način: prije molitve svakoga otajstva čita se njegov navještaj pa se u molitvi Zdravomarija ne dodaje zaziv kao u prvome načinu te
3. treći način: mjesto kratkoga navještaja otajstva čita se iz biblijski odlomak vezan uz otajstvo ili prigodna pjesma nadahnuta tim otajstvom.

Nakon molitve svih pet otajstva moguća je molitva desetice krunice na određenu nakanu (na nakane Svetoga Oca, za duše u čistilištu, pokojne...), no s njom ili bez nje nakon molitve otajstava slijedi molitva Salve Regina uz responzorij i zaključnu molitvu. Često se mole i Lauretanske litanije, Anđeoski pozdrav (Kraljice neba u uskrsnome vremenu) i ine marijanske molitve (Sub tuum i sl.).

## Povijest molitve
Tekstovi iz V. i VI. st. potvrđuju crkvenu praksu recitacije svih 150 psalama, za koju se smatra da je preteča krunici. Gubitkom uporabe latinskoga jezika u puku se kroz stoljeća počela širiti praksa zamjene psalama Očenašima, a od širenja marijanskih pobožnosti u XII. st. i Zdravomarijama.
Početkom XII. st. na Zapadu se širila praksa recitacije molitve Zdravo Marijo. Od te molitve bio je poznat i izgovaran samo njezin prvi dio, anđeoski pozdrav (Angelus) i Elizabetin blagoslov. Tek pred kraj XV. st., kad se raširio običaj moljenja „Sveta Marijo”, bilo je pridodano izgovaranje imena Isus i završni Amen.
Njemački kartuzijanac Henrik Kalkar podijelio je 150 Zdravo Marija na 15 desetica između kojih je umetnuo molitvu Oče naš. Otprilike u isto vrijeme nastaje legenda o nastanku krunice svetog Dominika, utemeljitelja Reda dominikanaca, koju je osobito širio njegov subrat Alan de la Roche, ujedno i kao sredstvo borbe protiv albigenskoga krivovjerja.
Prvi dokument koji potvrđuje postojanje ili pokušaj ujedinjenja molitava ponavljanja Zdravo Marija s meditacijama otajstava preuzetih iz Biblije dolazi iz XV. st. Između godine 1410. i 1439. Dominik Pruski, kartuzijanac iz Kölna, predlaže novi oblik molitve prema kojoj je moljenje Zdravo Marija svedeno na 50 puta, ali je svakoj molitvi Zdravo Marije pridodan određeni odlomak Evanđelja. Ti odlomci bili su raspodijeljeni tako da ih je 14 razmatralo Isusov život prije početka javnoga djelovanja, šest njegovo javno djelovanje; 24 Njegovu muku i smrt te ostalih šest Isusovo uskrsnuće, slavu i krunidbu Marijinu na nebu. Takav način razmatranja otajstava spasenja dovest će i do podjele na tri velika otajstva: radosno, žalosno i slavno. Osobito u XV. st. takav će se ustroj molitve ustaliti doživjeti svoj veliki procvat diljem Europe. Smatra se da se izraz Otajstvo (Mysterium) prvi put u ovome značenju javlja 1480. u Veneciji, u statutima bratovištine svete Krunice, a godinu dana kasnije i u Firenzi.
Nakon što se pobožnost jako raširila među vjernicima, osjetila se potreba daljnjega pojednostavljivanja pobožnosti. Godine 1521. dominikanac Alberto da Castello sveo je pedeset otajstava krunice na petnaest preoblikovanjem u razmatranje u obliku kraćega teksta ili ponavljanja kratkih zaziva iza svakoga moljenja prvoga dijela Zdravo Marijo. Mnoga marijanska bratstva širom tadašnje Europe prihvatila su tu inačicu pobožnosti.
Listopadska pobožnost nastala je kao znak zahvalnosti Majci Božjoj koja je pomogla kršćanskoj mornarici u bitci kod Lepanta u Korintskome zaljevu 1571. godine. Papa Pio V. uputio je, naime, poziv svim vjernicima na molitvu Gospine krunice za pobjedu kršćana protiv osmanlijske vojske. Blažena Djevica Marija stekla je od tada naslov Kraljica svete Krunice (Gospa od Ružarija/Rožarija) te je, kako bi se istaknula važnost molitve krunice u izvojevanju pobjede, ustanovljen spomendan Blažene Djevice Marije od Krunice.
Početkom XVII. st. u rimskoj dominikanskoj crkvi Svete Marije Sopra Minerva uvedena je molitvena praksa dodatka Marijine antifone Salve Regina i recitacije Lauretanskih litanija. Dominikanac Timoteo Ricci uvodi pobožnost Vječne krunice u samostanu u Bologni, kojom je svaki sat svakoga dana u godini povjerio jednomu redovniku za molitvu krunice. Paulina Jaricot pokreće u XIX. st. Živu krunicu s nakanom za uspješnu misijsku djelatnost Crkve.

## Biblijsko utemeljenje
Molitva krunice u današnjem obliku razvila se iz običaja okupljanja apostola i recitiranja psalama u točno određenu dijelu dana i noći (Dj 3,1; 10,9; 30,1; 6,25) te predstavlja nastavak židovske prakse opisane u psalmima 119 i 164, 1Kor 10,5 i propisima hramske službe u Knjizi Izlaska i Ponovljenu zakonu. Svojevrsna preteča krunice bila je molitva Psaltira Blaženoj Djevici Mariji u sklopu časoslova.

Biblijska razmatranja neodvojivi su i sastavni dio molitve krunice. Papa Ivan Pavao II. u apostolskome pismu Rosarium Virginis Mariae (Krunica Djevice Marije, br. 12) navodi:
»Krunica, upravo zato što polazi od Marijina osobnog iskustva, izrazito je kontemplativna molitva. Bez te kontemplativne protege, izgubila bi svoje značenje, kao što je to Pavao VI. jasno istaknuo: 'Krunica je bez razmatranja kao tijelo bez duše, njezino moljenje u tom slučaju pada u pogibao postati mehaničko opetovanje suprotstavljajući se Isusovoj opomeni: 'Kad molite, ne blebećite kao pogani. Misle da će s mnoštva riječi biti uslišani.' (Mt 6,7). Moljenje krunice po samoj svojoj naravi zahtijeva polagan ritam, pružanje dovoljnog vremena kako bi molitelj mogao bolje razmišljati o otajstvima života Gospodinova, gledanima kroz Srce One koja je bila Gospodinu najbliža pa da bi se na taj način mohla odatle crpsti neslućena bogatstva.' (Apostolska pobudnica Marialis cultus, br. 47.).«
Svako otajstvo temelji se na novozavjetnom događaju, s referencijama i najavama iz knjiga Staroga zavjeta.

### Radosna otajstva
(mole se ponedjeljkom i subotom)
1. Blagovijest: Navještenje rođenja Isusova nalazimo u Lk 1, 26-38. O »znaku Emanuela« piše Iz (7, 10-15), Prva knjiga Ljetopisa (17, 3-15) donosi Natanov navještaj radosne vijesti Davidu, a Knjiga Postanka (18, 1-14) navještenje Sari.
2. Marijin pohod Elizabeti: Izvještaj o susretu dviju majki donosi Luka (Lk 1, 39-45). Pohođenje odgovara starozavjetnom pohodu Kovčega Saveza Jeruzalemu (2 Sam 6, 1-19). U ulozi Ivana Krstitelja, Elizabetina sina, u povijesti spasenja piše Ivan (Iv 1, 19-23). O pohodu kao navještaju dolaska Mesije piše Izaija (Iz 11, 1-10).
3. Kristovo rođenje: Izvještaj o Isusovu rođenju donosi Lk 2, 1-20. Proroštvo o Betlehemu kao mjestu rođenja iznosi prorok Mihej (5, 1-5), a o »rođenju od žene da primimo posinjenje« poslanica Galaćanima (Gal 4, 1-7). Okolnosti Kristovog rođenja tematizira i poslanica Filipljanima (Fil 2, 6-11).
4. Prikazanje u Hramu: Ivan, izvješćujući o prikazanju, govori o Kristu kao »pravom Hramu« (Iv 2, 13-22) i »svjetlu na rasvjetljenje naroda« (Iv 3, 16-21). Lukin izvještaj u prikazanju vidi očitovanje Mesije (Lk 2, 22-40). Ivanov i Lukin izvještaj odražava se i u poslanici Hebrejima (Heb 9, 6-14).
5. Traženje Isusa u Hramu: ovaj događaj iz Isusova života donose Lk 2, 42-52 i Iv 12, 44-50. Isus se, govoreći o »Domu Oca mojega«, poziva na Psalam 27. O Kristovoj mudrosti prilikom razgovora s hramskim učenjacima piše 1 Kor 2, 6-16, a o idealu obiteljske svetosti kao personifikaciji Hrama govori poslanica Efežanima (Ef 5).

### Žalosna otajstva
(mole se utorkom i petkom)
1. Kristova tjeskoba: O »smrtnoj borbi« u Getsemaniju piše evanđelist Matej (Mt 26, 36-45), a nadovezuje se na Psalam 43. O Judinom poljupcu kao činu izdaje govore Ps 55 i Iv 13, 18-30. Prema Ivanu (Iv 8, 46-59), Isus u svojoj smrenoj borbi za cilj ima jedino proslaviti Oca.
2. Bičevanje: Isusovo bičevanje i pogrđivanje na »dvoru Pilatovu« (Mt 26, 66-68 i 27, 20-26) metafora je Jeremijina (Jer 18, 18-23) odnosno Lukina (Lk 6, 22-23) i Matejeva (24, 8-13) proroštva o progonjenoj Crkvi i pozivu na molitvi za »progonjenu braću«. O smislu podnošenja nepravednih patnji, a u surječju Isusova bičevanja, govore Jer 31, 7-18 ili Iz 50, 5-10.
3. Krunjenje trnovom krunom: čin izrugivanja (Mt 27, 27-30) je prema Otkrivenju (Otk 19, 11-16) i Psalmu 2 zemaljska simbolika skore krunidbe na nebesima. U Zaharijinu najveštaju (Zah 9, 9) Matej (Mt 21, 1-10) u kralju Davidu vidi Kristov pralik. Dalje navodi (Mt 21, 33-46) kako se trpljenjem »zadobiva udio« u Kristovu kraljevstvu.
4. Nošenje križa: Izvještaje o Isusovom suđenju i križnom putu donose Iv 19, 12-17 i Mt 10, 38. Luka (Lk 9, 57-62) u Isusovu nošenju križa nalazi analogiju za sve kršćane. Križ je jedino sredstvo spasenja (Gal 2, 19-20 i 1 Kor 2, 1-11), a put križa »put« obraćenja (Iz 43, 16-20 i 52, 11-12).
5. Kristova smrt na križu: Matejev izvještaj (Mt 27, 45-54) teološko-simbolički tumače poslanica Herbejima (Heb 9, 11-15, svećenički značaj Kristove smrti, Krist kao Veliki svećenik), Ivan (Iv 11, 1-45, govori o »smrti naše braće«) i Djela apostolska (Dj 2, 22-36), koja u smrti vide polazište novoga života. Kristova smrt u sakramentima ogleda se u Iv 19, 25-37 i poslanici Rimljanima (Rim 6, 1-11).

### Slavna otajstva
(mole se srijedom i nedjeljom)
1. Kristovo uskrsnuće - Iz Marka (16, 1-7) doznaje se da su Marija i apostoli bili svjedoci uskrsnuća. Kristovo uskrsnuće je novi oblik Njegove nazočnosti među ljudima, po sakramentima i Duhu (Iv 20, 19-31). Kristovo uskrsnuće zalog je uskrsnuća čovjeka u krštenju (1 Pt 3, 18-22), ono sjedinjuje čovjeka i Krista (Rim 6, 3-11).
2. Uzašašće - Krist je uzašao na nebo, a apostole poslao po svme svijetu na naviještanje evanđelja (Dj 1, 1-11). Prema početku poslanice Hebrejima (1, 1-9), Krist moć koju ima kod Oca daje kršćanima u borbi protiv »sila svijeta« odn. »duha svijeta«, koji je u suprotnosti s Božjim Duhom (Iv 16, 5-14).
3. Silazak Duha Svetoga - Darom Duha sklapa se novi savez Boga i čovjeka (Dj 2, 1-8) koji se uprisutnjuje u sakramentima (1 Iv 5, 4-10). Dar Duha dar je u ljubavi (Iv Iv 14, 23-31), ali dar Duha branitelja u trpljenju, progonstvima i borbi protiv grijeha (Iv 16, 5-14).
4. Uznesenje Marijino - Djevica, a nakon nje Crkva, ima udjela u Kristovoj pobjedi na zlom (Jdt 13, 22-25). Uznesenje je proslava Marijina djevičanstva i majnčinstva u nebu. (Lk 1, 41-50).
5. Krunidba Djevice - Marija je okrunjena »Kraljicom neba i zemlje« kao predostvarenje i predznak krunjenja Crkve na kraju vremena (Otk 12, 1-9 i 13-17).

### Svjetlosna otajstva (Otajstva svjetla)
(mole se četvrtkom)
1. Izvještaj o Isusovu krštenju na Jordanu donosi evanđelist Marko (Mk 1, 9-11). Ono je, osim Isusova posvećenja, objava Presvetoga Trojstva (Očev glas iz oblaka: Ovo je Sin moj ljubljeni!, i Duh Sveti u obliku goluba), nagovještaj Isusova javnoga djelovanja (koje nastupa nakon četrdesetodnevnoga posta i kušnji u pustinji) te ustanovu sakramenta krštenja.
2. Isusovo čudo na svadbi u Kani Galilejskoj (pretvorbu vode u vino) opisuje Ivan (Iv 2, 1-11), jedan od prvih javnih iskaza Isusova djelovanja.
3. Navještenje Kraljevstva nebeskoga (Božjega) i poziv na obraćenje dio je govora o blaženstvima iz Isusova Govora na gori (Mt 5, 3-10), svojevrsnoga »vodiča« za kršćanski život.
4. Preobraženje Isusovo na gori Tabor naočigled Petra, Jakova i Ivana u svoj Njegovoj slavi (Mt 17, 1-8).
5. Sebedarje u otajstvu euharistije, ustanovljenu na Posljednjoj večeri (Lk 22, 14-20), temeljnoga sakramenta i izvora kršćanskoga života.

## Pobožnost
Krunica je među najraširenijim pobožnostima u Katoličkoj Crkvi. U mnogim se župama moli uoči euharistijskih slavlja i u molitvenim zajednicama, kao i u redovničkim zajednicama i u samostanima te bratovštinama. Moli se i na različitim hodočašćima (pr. Marijanski zavjet za Domovinu), u sklopu papinskih posjeta, svečanih euharistijskih slavlja, proštenja, u svetištima, posebno marijanskima, na mjestima Marijinih ukazanja (Lourdes, Fatima, Međugorje i dr.), na susretima vjernika (pr. Susret hrvatske katoličke mladeži, Svjetski dan mladih), u procesijama, vjerskim molitvenim i društvenim inicijativama (pr. 40 dana za život, Tridesetodnevnica za Hrvatsku i hrvatski narod i dr.), svetkovinama, osobito marijanskima.
Svakodnevno se moli na Hrvatskom katoličkom radiu i Radiu Marija (predmolitelji su obično kardinali Vinko Puljić, Franjo Kuharić ili papa Ivan Pavao II.) te na Laudato televiziji, koja redovito prenosi molitvu svete krunice iz svetišta, obično u Lourdesu ili Fatimi, ali i ostalih.
Raširen je pokret molitve krunice u javnosti, na trgovima, pred katedralama, crkvama i kapelama te inim mjestima okupljanja vjernika, ali i javnoga i društvenoga života. Međunarodna zaklada Pomoć Crkvi u nevolji promiče međunarodne inicijative molitve krunice, primjerice, „Milijun djece moli krunicu”.
Tijekom Domovinskoga rata, laici i svećenici utemeljili su Pokret krunice za obraćenje i mir, čije je osnivanje 1. studenoga 1993. odobrio kardinal Franjo Kuharić, a njegovo djelovanje potvrdili biskupi Hrvatske biskupske konferencije te kardinali Vinko Puljić (za Vrhbosansku nadbiskupiju) i Franjo Komarica (za Banjolučku biskupiju). Glavni cilj pokreta je promicanje svakodnevne molitve krunice na različite nakane: „obraćenje grješnika, mir u Hrvatskoj i Bosni i Hercegovini, kršćansku obnovu bračnoga i obiteljskoga života, rađanje začete djece, borbu protiv psovke, droge, alkoholizma i pornografije, za redovnička i svećenička zvanja, te za povratak svih prognanih i izbjeglih na stoljetna ognjišta i njihovu obnovu”. Pokret je tijekom rata tiskao i glasilo Krunica te, zajedno s družbom Sestara milosrdnica u Rijeci oko pola milijuna listića „Kako moliti krunicu”, koji su kasnije ponovno tiskani u više izdanja. Pokret je 1997. brojio oko pedeset tisuća članova.

## Značenje i simbolika
Drveni dodaci krunice (brojanice) podsjećaju na Drvo Života u raju i Drvo Križa, a svaki uzao krunice čini sedam upletenih križića, koji predstavljau sedam darova Duha Svetoga i sedam sakramenata. Zatvoren krug označuje neprekidnu molitvu (1 Sol 5,18; Ef 6, 18; Lk 18, 1; Lk 21, 36), a mjesto spajanja Krista, koji je Alfa i Omega, početak i svršetak. Za izradu se krunice obično koristi konopac u bojama: crvenoj (simbol Krvi Kristove i mučeništva), bijeloj (nevinost, čistoća, čednost), zelenoj (boja u koju su bili obučeni proroci i kraljevi, simbol plodnosti i mladosti), crnoj (simbol smrti i askeze), zlatnoj (simbol Božjeg Svjetla, slave Božje), srebrnoj (vjernost), plavoj (modroj, simbol neba, duhovnosti, misticizma, Marijina boja) i smeđoj (simbol zemlje, siromaštva). Krunica, dakle, nije znak izuzetne duhovnosti, već naprotiv, znak ispovijedi (»O moj Isuse, oprosti nam naše grijehe«, »moli za nas grješnike« u zdravomariji i »i otpusti nam duge naše« u očenašu).
| „                                 | Ponavljanje ima istinski smisao. Nije li ono dio svakoga života? Što li je drugo kucanje srca, nego ponavljanje? Uvijek jednako stezanje i širenje, no ono čini, da krv kola tijelom. Što li je drugo disanje, nego ponavljanje? Uvijek isti uzdah i izdah, ali po njemu živimo. Ta nije li čitav naš život uređen i nošen izmjenom i ponavljanjem? Uvijek iznova izlazi i zalazi sunce, te bivaju dan i noć… Sav se život ostvaruje u ritmovima vanjskih uvjeta i nutarnjeg ispunjenja, zašto onda ono što je za sve dobro, ne bi bilo dobro i u vjerskom životu? A krunica je utvrđen oblik vjerskog života. | ” |
| — R. Guardini, Krunica Naše Gospe | |   |

## Svetci i pape o krunici
Papa Ivan Pavao II. proglasio je apostolskim pismom Rosarium Virginis Mariae 2002./03. godinom krunice, rekavši kako mu je krunica najdraža molitva, divna u svojoj jednostavnosti i dubini. Prema sv. Franji Saleškom krunica je najbolji način molitve, za sv. Ljudevita najjače oružje, »bičevanje đavla« (papa Hadrijan VI.) i »sažetak cijelog Evanđelja« (papa Pavao VI.). O važnosti krunice govorili su mnogi svetci (Padre Pio, Ivan Bosco) i blaženici (Ivan Merz, Carlo Acutis), a sama je Blažena Djevica Marija u Fatimi objavila: »Ja sam Kraljica svete krunice«. Bartolo Longo drži da je »krunica Mariji najdraža molitva. Najobljubljenija je među svecima, najčešća među narodom, najpotvrđenija od Boga divnim čudesima, obogaćena od Marije najvećim obećanjima«. Za sv. Luciu dos Santos »nema problema, koliko god on bio težak, koji po molitvi krunice ne bi mogao biti riješen. Molitva svete krunice rješava sve«.
| „                                               | Krunica pripada najboljoj i najsigurnijoj tradiciji kršćanske kontemplacije. Nastala je na Zapadu kao molitva tipično meditativnog karaktera i donekle odgovara molitvi srca ili Isusovoj molitvi koja je nastala na tlu kršćanskog Istoka. | ” |
| — Papa Ivan Pavao II., Rosarium Virginis Mariae | |   |

## Posvete
Župne crkve posvećene Kraljici svete krunice nalaze se u Zagrebu (zajedno s dominikanskim samostanom), Vođincima i Novoj Gradiški.
U Libanonu, potporom Maronitske Crkve, gradi se najveća krunica na svijetu, niz molitvenih kapela poredanih u obliku krunice („očenaša”), koji ujedno odražavaju oblik Libanona u njegovim granicama.

## Vanjske poveznice
- Otajstva svete krunice i njihovi svetopisamski izvori
- Sveci o krunici  Arhivirana inačica izvorne stranice od 27. listopada 2020. (Wayback Machine) Pregled citata o krunici kršćanskih svetaca

|  | Zajednički poslužitelj ima još gradiva o temi Krunice |
|  | Wikizvor ima izvorni tekst Rosarium Virginis Mariae   |
|  | Wječnik ima rječničku natuknicu krunica               |
|  | Wikicitati imaju zbirke citata o temi Krunica         |